# Eugénio Tavares
Eugénio de Paula Tavares (Illa Brava, 18 d'octubre de 1867 — Nova Sintra 1 de juny de 1930), va ser un periodista, escriptor i poeta cap-verdià, un dels principals autors en crioll capverdià. És conegut pels seus poemes musicats (morna) escrits en crioll de Brava. Una plaça de Nova Sintra té el seu nom i hi ha una estàtua, i la seva casa és ara un museu.

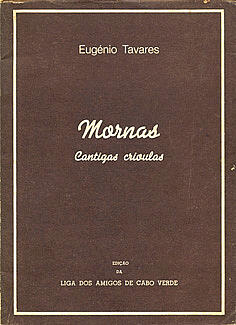
Mornas, Luanda, 1969

## Biografia
No tenia titulació escolar, com José Lopes, un altre poeta Capverdià, era un autodidacta. Després d'estar un temps a Mindelo va treballar per a la Hisenda Pública de Tarrafal, on hi va descobrir la parla vernacla de l'illa de Santiago. De retorn a Brava en 1890 com a administrador d'Hisenda, ja era força coneixedor de la realitat de Cap Verd. Allí es va casar i començà a publicar poemes demanant justícia i dignitat per a Cap Verd al governador Serpa Pinto. Entre 1890 i 1900 Eugénio Tavares és el "delfim" de Cap Verd. El 1929 va col·laborar en diversos articles en la Revista de Espiritismo, òrgan de la Federació Espírita Portuguesa. De la seva ploma van sortir vigorosos articles de propaganda neoespiritualista.

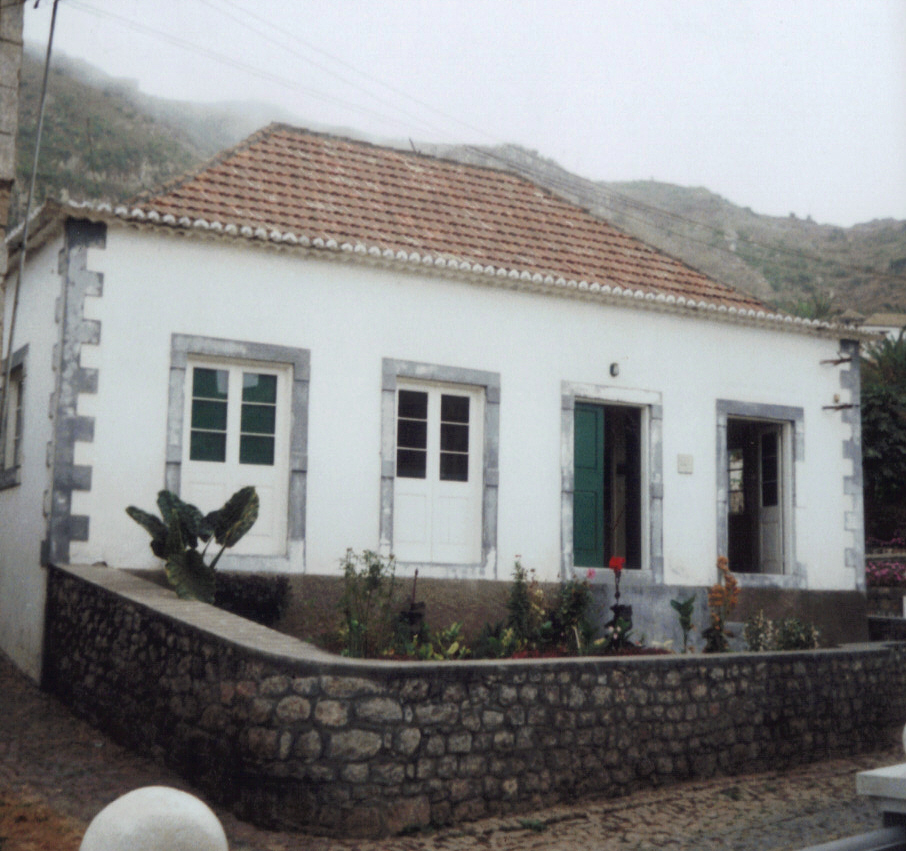
Museu de Tavares a Nova Sintra

El seu poema poema Mal de amor es pot trobar al CD Poesia de Cabo Verde e Sete Poemas de Sebastião da Gama d'Afonso Dias El poema 'morna aguada va ser reproduït en un bitllet d'escut capverdià el 1999.

## Obres
- Canção ao Mar Arxivat 2004-12-24 a Wayback Machine.
- Morna aguada
- Morna de Despedida Arxivat 2005-02-04 a Wayback Machine.
- Bidjica
- Nha Santana
- Hino de Brava